# Ioan Ploscaru
Ioan Ploscaru (n. 19 noiembrie 1911, Frata, comitatul Cluj, din Austro-Ungaria – d. 31 iulie 1998, Lugoj, din România) a fost un episcop greco-catolic român, deținut politic, autor de memorii.

## Studiile și începutul activității ecleziastice
A absolvit Liceul Sfântul Vasile din Blaj, după care a urmat cursurile Academiei Teologice din Blaj. În data de 17 septembrie 1933 a fost hirotonit preot. A fost profesor de religie la Brașov și apoi preot la Ocland, pe atunci reședință de plasă în județul Odorhei, azi, în județul Harghita. În 1936 a fost trimis la Universitatea din Strasbourg (Franța), unde a studiat până în 1939, an în care a plecat la Institutul Catolic de la Paris, pentru pregătirea tezei de doctorat. În mai 1940 trupele germane au pătruns în Franța, iar la 6 iunie 1940, se aflau la porțile Parisului. Franța a fost obligată să capituleze la 22 iunie 1940. În aceste condiții, tânărul teolog Ioan Ploscaru a părăsit în grabă Parisul și a sosit la Lugoj, unde a fost numit secretar episcopal, canonic, iar apoi vicar general.

## Episcop
La data de 30 noiembrie 1948, după arestarea episcopului Ioan Bălan, a fost consacrat episcop titular de Trapezopolis și auxiliar al Episcopiei de Lugoj, de către nunțiul apostolic Gerald O'Hara (Episcop de Savannah, Statele Unite ale Americii) la București, asistat fiind de arhiepiscopul romano-catolic de București, Alexandru Cisar, în capela Nunțiaturii Apostolice de la București, aflată la acea vreme pe strada Lueger (în prezent str. Berthelot), la numărul 5.
O zi mai târziu, la 1 decembrie 1948, Biserica Română Unită cu Roma a fost scoasă în afara legii. Episcopul Ioan Ploscaru a fost reținut fără mandat de arestare în 29 august 1949. A fost încarcerat între anii 1949-1955 și 1956-1964. În anul 1951 s-a aflat în închisoarea Sighet, în celula de lângă camera în care a murit fericitul episcop Anton Durcovici.
În 1957 a fost condamnat la 15 ani de închisoare pentru trădare de patrie și uneltire contra ordinii sociale.
La 4 august 1964 a fost eliberat din închisoarea de la Gherla, într-un lot din care mai făcea parte, între alții, și părintele Pompeiu Onofreiu de la Sibiu. A fost urmărit, în mod constant, până în 1989. În anul 1975 i se pregătea un nou proces, însă autoritățile comuniste au renunțat. Din pricina terorii comuniste, episcopul Ioan Ploscaru nu a putut să-și desfășoare activitatea de conducător vizibil al eparhiei Lugojului, până la sfârșitul anului 1989.
În 1990, datorită înțelegerii cu mitropolitul ortodox Nicolae Corneanu, episcopul Ioan Ploscaru a fost primul ierarh unit instalat în propria catedrală episcopală după 1989. Atât Catedrala din Lugoj, cât și alte biserici greco-catolice din Banat, au fost retrocedate în mod amiabil proprietarului de drept. Astfel, la 21 ianuarie 1990, Ioan Ploscaru a săvârșit prima liturghie arhierească greco-catolică în Catedrala din Lugoj, după prigoana din anii 1948-1989 .

## Sfârșitul vieții
Episcopul Ioan Ploscaru s-a pensionat în anul 1996.  A decedat la Lugoj în data de 31 iulie 1998. Alexandru Mesian i-a urmat în scaunul episcopal al Lugojului.

## Opere
- Lanțuri și teroare, Editura Signata, Timișoara, 1993, ISBN 973-551-028-6;
- Catene e terrore. Un vescovo clandestino greco-cattolico nella persecuzione comunista in Romania („Lanțuri și teroare”), traducere în limba italiană de Mariana Ghergu și Giuseppe Munarini, ediție îngrijită de Marco Dalla Tore, Edizioni Dehoniane Bologna, 2013[7], 480 de pagini. ISBN 9788810104897
- Biblia răspunde, (ediția a II-a), Casa de Editură „Viața Creștină”, Cluj, 1993;
- Răstigniți cu Cristos, 1996 (ediția a III-a, Editura Helicon, Timișoara, 1999), ISBN 973-574-623-9;
- Urmele lui Dumnezeu, (ediția a II-a, Editura Helicon, Timișoara, 1998), ISBN 973-574-471-6;
- Icoana Maicii Sfinte de la Scăiuș, (ediția a III-a), Casa de Editură „Viața Creștină”, Cluj, 2003.
- "Scurta istorie a Bisericii Romane", Editura "Galaxia Gutenberg", Targu Lapus, 2008, ISBN 978-973-141-095-1